# Rai On
Rai On era un servizio on demand della RAI disponibile sulla TV di Fastweb.

## Storia
Antesignano di Rai On è Rai Click, una joint venture tra Rai e Fastweb, che produceva 7 canali tematici on demand.

## Canali prodotti
I canali prodotti disponibili erano 7: 
- Rai On Fiction Live
- Rai On Fiction
- Rai On Spettacolo
- Rai On Cultura
- Rai On Ragazzi
- Rai On News
- Rai On Sport

I canali trasmettevano programmi già andati in onda sulle reti Rai ma con la possibilità di poterli rivedere in qualsivoglia momento, grazie alla tecnologia on demand.